# Rdestnica drobna
Rdestnica drobna (Potamogeton pusillus L.) – gatunek rośliny z rodziny rdestnicowatych. Gatunek kosmopolityczny.
W Polsce rośnie w rozproszeniu na obszarze całego kraju.

## Morfologia
ŁodygaBardzo cienka, obła, gałęzista.
LiścieZanurzone, jednakowe, równowąskie, siedzące, długości około 4 cm i szerokości około 1 mm, trójnerwowe, zaostrzone. Nerwy boczne łączą się z nerwem środkowym pod kątem ostrym, około 2 mm od szczytu liścia. Języczek liściowy nie rozszczepiony do nasady, za młodu w dolnej połowie rurkowato zrośnięty.
KwiatyZebrane w kłosy. Szypuły o długości 1,5–3 cm, dwa do czterech razy dłuższe od kłosów, nie zgrubiałe w górnej części.
OwocJajowaty, z listwą grzbietową i wklęsłą krawędzią brzuszną.

## Biologia i ekologia
Bylina, hydrofit. Kwitnie od czerwca do września. Rośnie w wodach. Liczba chromosomów 2n =26. Gatunek charakterystyczny związku Potamion.

## Zagrożenia i ochrona
Roślina umieszczona na polskiej czerwonej liście w kategorii NT (bliski zagrożenia). Znajduje się także w czerwonej księdze gatunków zagrożonych w kategorii LC (najmniejszej troski).